# Ernest Simoni
Pour les articles homonymes, voir Simoni.
Ernest Simoni, né le 18 octobre 1928 à Troshan (municipalité de Blinisht, en Albanie), est un prêtre franciscain albanais.
Emprisonné et réduit aux travaux forcés par les autorités communistes entre 1963 et 1981 à cause de son ministère sacerdotal, il est créé cardinal le 19 novembre 2016 par le pape François.

## Biographie

### Clandestinité et travaux forcés
Né en 1928 dans une famille pauvre et catholique, Ernest Simoni entre au collège franciscain dès l'âge de dix ans et y reste jusqu'en 1948, lorsque le régime communiste d'Enver Hoxha ferme le monastère et en expulse les novices. De 1953 à 1955, il effectue son service militaire obligatoire, tout en poursuivant clandestinement sa formation théologique, puis reçoit l'ordination sacerdotale en secret le 7 avril 1956.
Avec le durcissement de la répression du régime d'Enver Hoxha, c'est par obéissance envers son évêque qu'Ernest Simoni devient prêtre diocésain, pour mener plus discrètement et librement son ministère. Le 24 décembre 1963, il est arrêté au sortir de son église et emprisonné par les autorités communistes pour avoir célébré une messe à la mémoire du président américain John Fitzgerald Kennedy. Il subira des pressions et des tortures lors des premiers mois de son internement. Condamné à mort lors d'un procès sommaire, la peine est finalement transformée en peine d'emprisonnement et de travaux forcés dans les mines de chrome pour 25 ans. Selon lui, seule la prière lui permit de supporter tant d'épreuves physiques et morales, bien que ses compagnons le considéraient comme un fou quand il récitait son chapelet ou célébrait la messe clandestinement avec les moyens du bord.
Libéré en 1981, au bout de 18 ans, la méfiance des autorités à son égard est toutefois toujours vive et il est contraint de travailler dans les égouts de Shkodër, et de mener son ministère dans la clandestinité. C'est seulement à la chute du régime en 1991 qu'il put reprendre son ministère en toute liberté, l'exerçant dans plusieurs villages montagnards albanais. Là, il travailla notamment à réconcilier une soixantaine de familles qui s'entretuaient à cause des vendettas.

### Cardinal
Le 21 septembre 2014, il rencontre le pape François lors de la visite apostolique de celui-ci en Albanie, qui se montra particulièrement ému lors du témoignage d'Ernest Simoni de ses années sous la dictature.
Le 9 octobre 2016, le pape François annonce, à la surprise générale, qu'Ernest Simoni sera créé cardinal, alors qu'il n'est même pas évêque. Il reçoit la barrette cardinalice lors du consistoire du 19 novembre 2016 par le pape François qui lui attribue la diaconie de Santa Maria della Scala. Dérogeant à la règle établie par Jean XXIII, Simoni, obtient de ne pas être consacré évêque, bien que créé cardinal. Âgé de plus de 80 ans, il ne peut pas prendre part aux votes du conclave de 2025 (élection de Léon XIV). Il est installé le 11 février 2017 dans sa diaconie cardinalice.
Le 5 novembre 2016, il participe à la béatification de 38 martyrs d'Albanie, dont il avait connu certains.
Dès lors, le cardinal Simoni participe à de nombreuses initiatives pour encourager la communauté catholique en Albanie, rencontre la diaspora albanaise à travers le monde et est invité à de nombreuses conférences.